# Krzyż Kombatanta-Ochotnika
Krzyż Kombatanta-Ochotnika, dawniej także Krzyż Ochotnika Walczącego (franc. Croix du Combattant Volontaire, skr. CCV) – francuskie wojskowe odznaczenie o charakterze pamiątkowym. Nadawane było i jest kombatantom-ochotnikom działającym na rzecz Francji za kilka różnych konfliktów zbrojonych, w których zaangażowane były francuskie siły zbrojne:
- wojna 1870–1871 – ust. 2 kwietnia 1936, na odwrocie krzyża umieszczono datę 1870–1871;
- wojna 1914–1918 – ust. 4 lipca 1935, na odwrocie krzyża umieszczono daty 1914–1918[3];
- wojna 1939–1945 – ust. 4 lutego 1953 na innej wstążce, od 8 września 1981 dodatkowe okucie na wstążce z napisem GUERRA 1939–1945;
- Indochiny – ust. 8 września 1981, dodatkowe okucie na wstążce z napisem INDOCHINE;
- Korea – ust. 8 września 1981, dodatkowe okucie na wstążce z napisem CORÉE;
- Afryka Północna – ust. 20 kwietnia 1988, dodatkowe okucie na wstążce z napisem AFRIQUE DU NORD;
- misje zagraniczne – ust. 9 maja 2007, dodatkowe okucie na wstążce z napisem MISSIONS EXTÉRIEURES[4].